# Zelandobius takahe
Zelandobius takahe är en bäcksländeart som beskrevs av Mclellan 1993. Zelandobius takahe ingår i släktet Zelandobius och familjen Gripopterygidae. Inga underarter finns listade i Catalogue of Life.